# Шпачінце
Шпачінце (словац. Špačince) — село, громада округу Трнава, Трнавський край. Кадастрова площа громади — 22.1 км². Протікає Крупський потік.
Населення 3163 особи (станом на 31 грудня 2020 року).

## Історія
Шпачінце згадується 1111 року.

## Населення
| Рік:            | 1994. | 2004.   | 2014.    | 2024.    |
| --------------- | ----- | ------- | -------- | -------- |
| Кількість осіб: | 2039  | 2018    | 2613     | 3378     |
| Різниця:        |       | -1,02 % | +29,48 % | +29,27 % |

| Рік:            | 2023. | 2024.   |
| --------------- | ----- | ------- |
| Кількість осіб: | 3383  | 3378    |
| Різниця:        |       | -0,14 % |